# Tritão-ibérico
O tritão-ibérico ou tritão-de-ventre-laranja (Lissotriton boscai) é um anfíbio pertencente à ordem Caudata. A característica desta espécie endémica da Península Ibérica é o ventre de cor laranja, que contrasta com o dorso acastanhado com pintas pretas, sobretudo nos machos. A cauda dos machos não apresenta uma crista  muito pronunciada e termina numa ponta branca arredondada.  As fêmeas são  mais fortes e pesadas do que os machos, pois possuem normalmente o ventre mais inchado. Os indivíduos adultos podem atingir 10 cm, incluindo a cauda, mas geralmente são menores.
Os seus habitats naturais são florestas temperadas, vegetação arbustiva mediterrânica, rios, rios intermitentes, pântanos, lagos de água doce intermitentes ou não, pauis, terra arável, pastagens, jardins rurais e lagoas.
Esta espécie está ameaçada por perda de habitat.